# Holly Barnard
Pour les articles homonymes, voir Barnard.
Holly René Barnard, dite Holly Barnard, est une géographe américaine et professeure de géographie à l'Université du Colorado à Boulder. Elle étudie l'impact de la végétation sur la dynamique et la forme des cours d'eau. En 2020, Holly Barnard reçoit un financement de 7 millions de dollars de la National Science Foundation pour mettre en place une Critical Zone Observatory (observatoire de zone critique) à l'Université du Colorado à Boulder.

## Biographie
Holly Barnard obtient son baccalauréat en foresterie et écosystèmes à l'Université de Washington. Après avoir découvert son intérêt pour les travaux en sciences de l'environnement, elle déménage à l'Université d'État du Colorado pour obtenir une maîtrise en génie forestier. Elle travaille sur la physiologie des arbres avec Tom Hinckley et Linda Brubaker , et s'initie aux méthodes d'écologie. 
Après avoir obtenu son diplôme, elle travaille dans le domaine du conseil en environnement, complétant l'échantillonnage des eaux souterraines et de surface. Elle est certifiée en écologie par la Société américaine d'écologie en 2004. 
Holly Barnard rejoint finalement l'Université d'État de l'Oregon en tant que doctorante, où elle travaille sous la supervision de Jeffrey J. McDonnell et Barbara J. Bond grâce à une bourse de la Fondation Ford. Elle étudie les liens entre l'usage de l'eau par la végétation, l'hydrologie et le climat. En tant que graduate student, Holly Barnard est sélectionnée pour participer au programme national Minorities Striving and Pursuing Higher Degrees of Success in Earth System Science, qui l'aide à assister à la conférence annuelle de l'Union américaine de géophysique. 
En 2009, Holly Barnard obtient une bourse de post-doctorat réservée aux minorités de la National Science Foundation. Elle lui permet de rejoindre l'Université du Wyoming pour étudier la perte d'eau due à la végétation forestière et d'y décrocher en 2021 un prix d'excellence de la Boulder Faculty Assembly.

## Travaux
Les travaux d'Holly Barnard cherchent à comprendre comment la végétation influence l'écoulement de l'eau et son impact sur le fonctionnement de la végétation en terrain montagneux. D'une manière plus générale, ils cherchent à améliorer les connaissances sur l'impact des changements d'utilisation des terres et/ou du climat sur les ressources en eau et les écosystèmes.

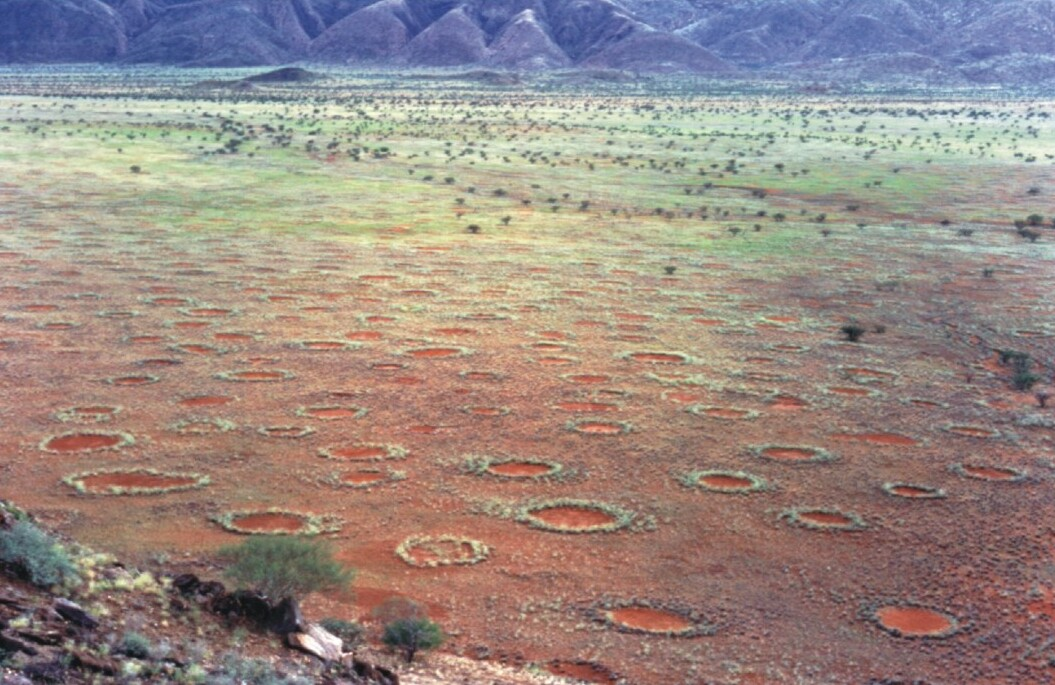
Densité des cercles de fées en Namibie.

Elle a étudié les cercles de fées de la Namibie en réalisant à la fois un travail de terrain et des modélisations informatiques. En 2017, pour mieux comprendre leur origine, elle s'est rendue en Namibie avec une équipe de recherche exclusivement féminine afin de réaliser une série d'expériences dans le désert du Namib. Dans le cadre de ce travail, Holly Barnard et ses collègues ont montré que le pâturage joue un rôle important dans le maintien de ces cercles.  
Elle a étudié l'impact du changement climatique sur les forêts de conifères en étudiant les échanges de dioxyde de carbone entre les forêts et l'atmosphère.

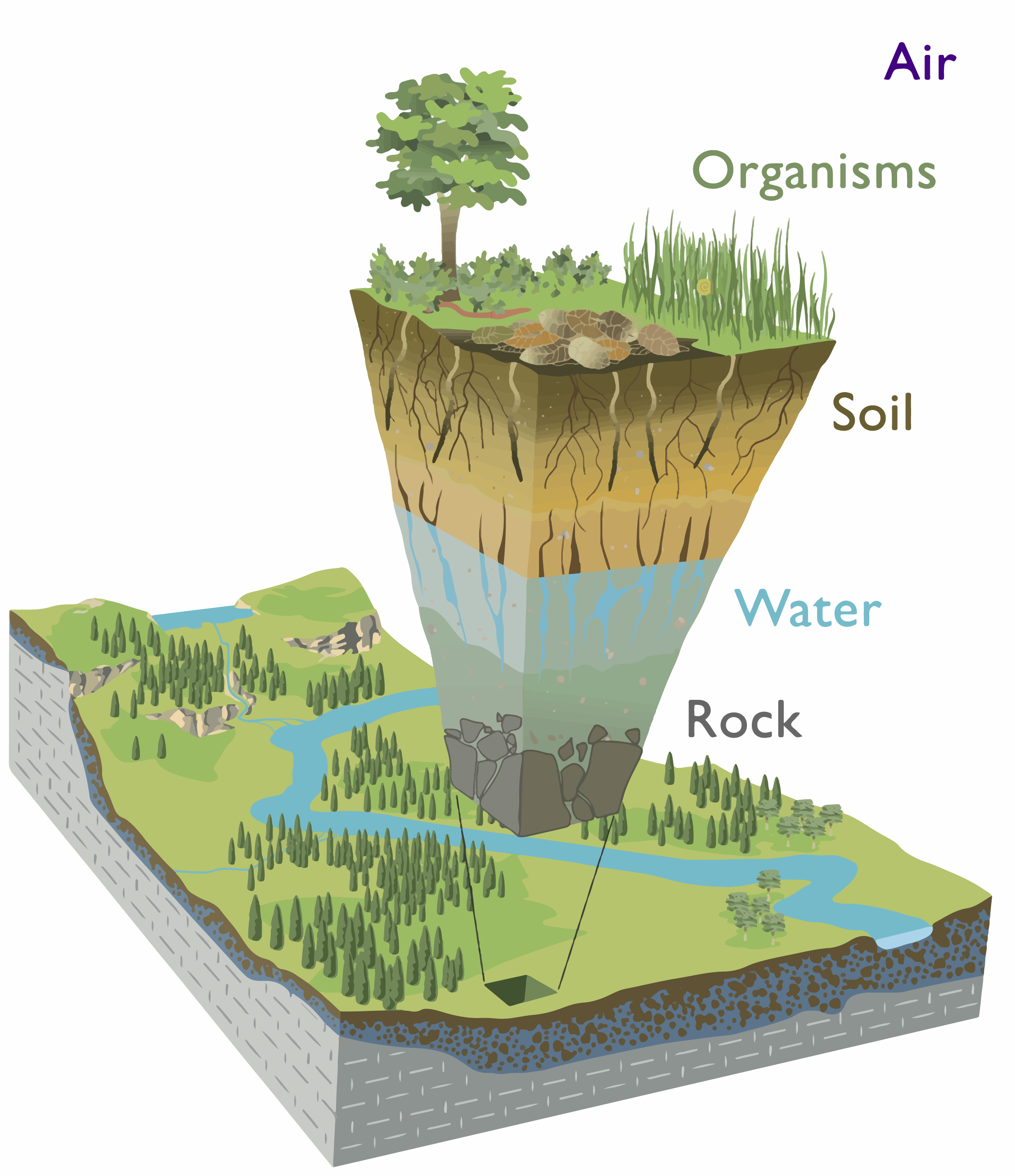
Illustration de la zone critique.

Au Colorado, Holly Barnard est impliquée dans le programme d'éducation et de sensibilisation du Cooperative Institute for Research in Environmental Sciences. Il vise à renforcer l'éducation à l'environnement et à faire la promotion des carrières dans le domaine du développement durable par la formation des futures générations de scientifiques. 
En 2020, Barnard reçoit un financement de 7 millions de dollars de la National Science Foundation pour créer une Critical Zone Observatory (observatoire de zone critique) à l'Université du Colorado à Boulder. Cet observatoire cherche à comprendre comment la végétation, l'eau et les roches évoluent dans les écosystèmes sujets aux incendies ou ceux soumis à la sécheresse comme sur la côte ouest des États-Unis. Dans le cadre de ce projet, Holly Barnard développe des appareils à faible coût, économes en énergie et faciles à assembler qui permettent de mesurer le rayonnement photosynthétiquement actif (PAR). Un réseau appelé PARduinos peut être assemblé sur le terrain, fournir des mesures constantes de PAR et permettre à l'équipe d'Holly Barnard de modéliser la croissance des arbres.

## Principales publications
- Renée Brooks, Barnard, Coulombe et McDonnell, « Ecohydrologic separation of water between trees and streams in a Mediterranean climate », Nature Geoscience, vol. 3, no 2,‎ 20 décembre 2009, p. 100–104 (ISSN 1752-0894, DOI 10.1038/ngeo722, lire en ligne)

- (en) McDowell, Barnard, Bond et Hinckley, « The relationship between tree height and leaf area: sapwood area ratio », Oecologia, vol. 132, no 1,‎ 1er juin 2002, p. 12–20 (ISSN 1432-1939, PMID 28547290, DOI 10.1007/s00442-002-0904-x, Bibcode 2002Oecol.132...12M, lire en ligne)

- (en) Barnard et Ryan, « A test of the hydraulic limitation hypothesis in fast-growing Eucalyptus saligna », Plant, Cell & Environment, vol. 26, no 8,‎ 2003, p. 1235–1245 (ISSN 1365-3040, DOI 10.1046/j.1365-3040.2003.01046.x, lire en ligne)